# Catholic University College of Ghana
Die Catholic University College of Ghana (deutsch Katholische Universität von Ghana; kurz: CUCG) ist ein University College in katholischer Trägerschaft mit Sitz in Fiapre in Ghana.

## Hochschule
Die Katholische Universität von Ghana ist der University of Ghana, Boston College, Catholic University of America, Saint Mary’s University Halifax zugeordnet. Am 4. Dezember 2002 wurde dem University College die staatliche Zulassung erteilt, am 3. März 2003 begannen die ersten Studenten ihr Studium in Fiapre. Am 13. November 2003 wurde die offizielle Eröffnung gefeiert. Gründungspräsident von 2002 bis 2005 war Michael Schultheis SJ.

## Fakultäten
An der CUCG sind drei Fakultäten eingerichtet:
- Wirtschaftswissenschaften (engl. Economic and Business Administration), Dekan: Ebow Mensah
- Informationstechnologie und Computerwissenschaften (engl. Information and Communication Science and Technology), Dekan: Patrick Gyaase
- Religionswissenschaften (engl. Religious Studies), Dekan: Patrick Nkrumah

## Angeschlossene Universitäten
- Boston College, Boston, MA, USA
- Catholic University of America, Washington, D.C., USA
- Saint Mary’s University, Halifax, Nova Scotia, Kanada